# 히샴 엘 게루주
히샴 엘 게루주(아랍어: هشام الݣروج, Hicham El Guerrouj, 1974년 9월 14일~)는 모로코의 육상 선수이다. 올림픽에서 금메달 2개를 획득했고 현재 1500m, 1마일 달리기, 실외 2000m 종목의 세계 기록 보유자이다.

## 초기 경력
1992년 9월 18세의 나이로 서울에서 열린 1992년 세계 주니어 선수권 대회를 통해 처음으로 국제 대회에 참가했다. 그는 5000m에서 에티오피아의 하일레 게브르셀라시에와 케냐의 이스마엘 키루이의 뒤를 이어 동메달을 획득했다. 이듬해인 1993년 3월에는 스페인 아모레비에타에서 열린 1993년 세계 주니어 크로스컨트리 선수권 대회에 참가하여 개인전에서 15위를 기록했고 단체전에서 케냐와 에티오피아팀의 뒤를 이어 동메달을 획득했다.
1994년 4월에는 그리스 리토호로에서 열린 1994년 세계 도로 계주 선수권 대회에서 모로코 대표팀의 일원으로 세계 기록을 갱신하면서 에티오피아와 케냐를 꺾고 우승을 차지했다.
1990년대 중반에 자신의 1500m와 1마일 달리기 종목 기록을 국제 대회에서도 통할 정도로 올렸다. 1995년 8월 스웨덴 예테보리에서 열린 1995년 세계 선수권 대회 1500m 종목에서 알제리의 누레딘 모르셀리의 뒤를 이어 은메달을 획득했다. 1996년 7월 스웨덴 스톡홀름에서 열린 국제 육상 대회에서 3분 29.59초의 기록으로 1500m 개인 기록를 갱신하면서 유력한 올림픽 금메달리스트 후보로 부상했다.

## 1996년 하계 올림픽~1999년
1996년 8월 미국 애틀랜타에서 열린 1996년 하계 올림픽을 통해 처음으로 올림픽에 참가한 엘 게루주는 1500m 종목에서 그는 세계 기록 보유자이자, 세계 선수권 대회 3회 우승자인 모르셀리를 꺾을 강력한 후보로 인식되었으며 기대에 부흥하며 결승까지 진출했으나 남은 400m 구간에서 넘어져 최하위로 경기를 마쳤다. 
같은 해 9월 이탈리아 밀라노에서 열린 육상 그랑프리 결승전에서 4년 만에 모르셀리를 꺾은 첫 선수가 되었다. 이후 세계 육상 선수권 대회에서 4회(1997, 1999, 2001, 2003) 연속으로 우승한 유일한 선수가 되었다.
1997년 프랑스 파리에서 열린 1997년 세계 실내 선수권 대회에서  3분 31.18초(1500m)와 3분 48.45초(마일)를 세웠다. 1998년 로마에서 3분 26.00초와 함께 모르셀리의 1500m 세계 기록을 깼다.
1999년 또한 로마에서 열린 그랑프리에서 3분 43.13초와 함께 모르셀리의 1993년 마일 세계 기록을 깼다. 2위로 달린 케냐의 노아 응게니도 또한 3분 43.40초와 함께 이전 세계 기록 아래에 있었다. 이것은 40년 이상의 세월에 두명의 선수가 같은 경주에서 처음으로 세계 기록을 난타한 일이 되었다.
그 시즌 후반에 베를린에서 2000m 4분 44.79초의 세계 신기록을 세웠다. 그는 또한 브뤼셀에서 3000m를 두 번째로 빨리 달리기도 하였다.

## 2000년 하계 올림픽~2003년
2000년 시드니 올림픽에서 엘 게루주는 1500m 결승전에서 응게니에 밀려 2위를 하였다.
그는 2001년과 2003년 세계 선수권 대회 1500m 타이틀을 유지하였고, 2001년에 브뤼셀에서 3분 26.12초와 함께 자신의 기록을 깨는 데 가까이 왔다. 3회의 연속적 IAAF 골든 리그 상을 수상(2001, 2002, 2003)을 수상하였고, 금 50kg(2000~02)과 100만 미국 달러 (1998~99, 2003~현재)의 거액을 나누는 권리를 주어지는 데 이기는 경향 필수를 생산하는 단 하나의 중거리 육상 선수였다.
2003년 5000m에서 개인 전력 12분 50.24초를 세웠다. 그해의 후반에 열린 세계 선수권 대회 5000m에서 케냐의 일리우드 킵초게에게 가까운 차이로 2위를 하기도 하였다.

## 2004년 하계 올림픽과 은퇴

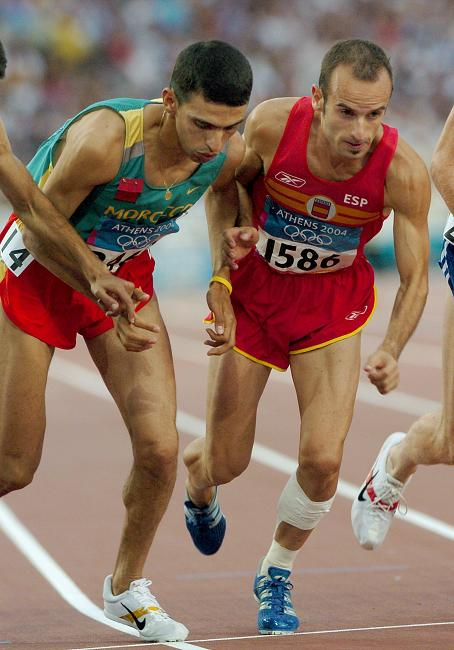
2004년 하계 올림픽 당시의 엘 게루주(왼쪽)

로마에서 열린 1500m 경주에서 느린 속도로 8위로 들어오는 등 2004년 시즌을 비교적으로 초라하게 시작한 후, 엘게루주는 아테네 올림픽에서 1500m와 5000m 종목 2개의 금메달을 획득하였다.
올림픽 결승전이 열리기 20일 전에 시드니 올림픽 동메달리스트 버나드 라가트는 그해에 1500m에서 3분 27.40초로 가장 빨리 달려 8월 6일 취리히에서 엘 게루지를 좁은 차이로 꺾었다. 그러나, 8월 24일 올림픽 1500m 결승전에서 엘 게루주는 라가트를 0.12초 차이로 꺾어 금메달을 획득한다.
4일 후에 5000m 결승전에서 13분 14.39초와 함께 케네시아 베켈레를 꺾어 또 하나의 우승을 안겼다.
파보 누르미 이래 80년 만에 엘 게루주는 1500m-5000m를 우승한 첫 선수가 되었다. 올림픽이 끝난 후, 엘 게루주는 다시는 국제적 시합에 나가지 않고 2006년 5월 22일 은퇴를 선언하였다.

## 수상과 명예
그의 스포츠 경력은 1996년 IAAF로부터 인도주의 노력으로 수상하였던 일을 비롯하여 다수의 인정들에 의하여 주목받았다. 그는 또한 유니세프의 친선 대사이기도 하다. 20개 이상의 경주에서 패하지 않음으로 남아있는 후에 3회의 "올해의 IAAF 세계 육상 선수"(2001, 2002, 2003)로 선정되면서, 연속적으로 그 상을 수상한 첫 선수가 되었다. 2002년 트랙 앤드 필드 뉴스에 의하여 "올해의 최고 육상 선수"로도 선정되었고, 이듬해 IAAF 육상 위원회의 위원으로 선출되었다.
2004년 9월 7일 모로코 국왕 무함마드 6세에 의하여 "상급 훈작사의 수장"과 함께 장식되었다. 같은 해에 아스투리아스 왕자 상을 수상하기도 하였다.
현재 모나코에 본부를 둔 국제 기구 평화와 스포츠의 대사를 지내고 있다.